# 고려의 화폐
고려의 화폐(高麗-貨幣)는 고려 시대에 발행한 화폐를 통틀어 이르는 말이다.

## 개설
학계에서 고려 시대가 화폐 유통이 부진했다고 거의 모든 논의에서 전제를 두는데, 그 이유가 역사 연구와 관련한 사료의 부족이다.
고려의 화폐에 대한 기록이 문헌에 처음 나타나는 것은 《고려사》 식화지(食貨志)이다. 그에 따르면 996년(성종 15) 음력 4월에 철전(鐵錢)을 주조했다 하나 널리 통용된 것 같지 않으며, 형태도 알 수 없다. 1097년(숙종 2)에 유문전(有文錢)을 주조해서 관리들에게 나누어 주는 한편 공설주점(公設酒店)을 경영하여 주화가 보급되도록 힘썼다고 한다. 그러나 이때도 백성들의 화폐 효용에 대한 인식이 없어 잘 통용되지는 않았다. 《고려사》 및 《송사(宋史)》의 고려전에 따르면 해동통보·해동중보·삼한통보·동국통보·동국중보 등이 고려 시대에 발행되었다고 하나 그것이 모두 숙종 시대에 주조된 것인지는 알 수 없다.
1101년(숙종 6)에는 은화(銀貨)도 발행되었는데, 그 형태는 한반도를 본뜬 은병(銀甁)이며, 은 1근으로 만든 것이다. 그 가치는 쌀로는 16섬 내지 30섬이었고, 마포(麻布)로는 100필이었다고 한다. 그러나 단가(單價)가 높고 위조품이 나와서 일반적으로 통용되지 못하였다.
은병화는 그 후 쇄은(碎銀)으로 유통되기도 하였으나 은·동을 합주(合鑄)한 것이 나타났기 때문에 1289년(충렬왕 13)에 이의 사용을 금했다. 그리고 1331년(충혜왕 원년) 소은병(小銀甁)을 발행하였는데, 그 가치는 오종포(五綜布) 15필이었다. 몽골 침략 후에는 몽골의 화폐인 중통보초(中統寶秒)·지원보초(至元寶抄) 등이 고려에 수입되어 한때 유통되었고, 1390년(공양왕 2)에는 명전(明錢)이 수입되어서 유통되기도 하였다. 그리고 1391년(공양왕 3)에 자섬저화고(資贍楮貨庫)가 설치되어서 저화를 발행하였다.

## 화폐의 종류

### 건원중보
건원중보(乾元重寶)는 고려 시대 996년(건원(乾元), 성종의 연호) 15)에 만든 한국 최초의 화폐이다. 본래 중국 당 숙종 때 발행한 화폐를 모방해서 주조한 것으로 보인다. 동그라미에 네모난 구멍이 뚫려 있고, 앞면에는 ‘乾元重寶’(건원중보), 뒷면에는 ‘東國’(동국)이라 새겨져 있다.

### 해동중보
해동중보(海東重寶)는 고려 때의 화폐로서, 한국에서 최초로 만들어진 철전(鐵錢)의 하나이다. 《계림유사》에는 1103년(숙종 8)에 만들어졌다고 하나 그 정확한 연대는 알 수 없으며, 대개 해동통보(海東通寶)가 만들어진 숙종 때의 일로 추측된다. 모양은 둥근 바탕에 가운데 정사각형의 구멍이 뚫려 있고 상하·좌우로 ‘海東重寶’(해동중보)라는 네 글자가 있는데 현재 국립박물관에 보관되어 있어 그 형태를 볼 수 있다.

### 동국통보

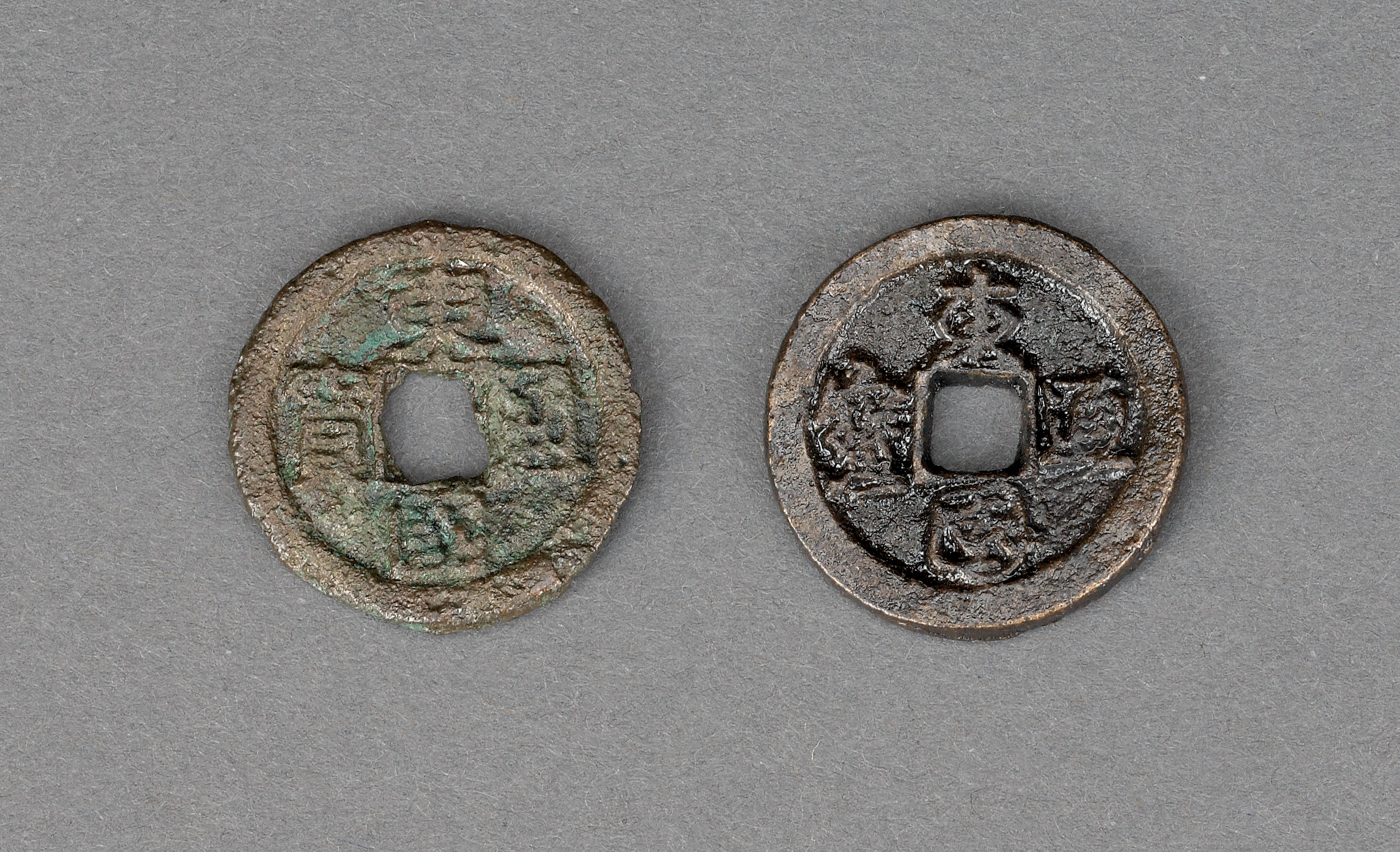
동국통보(東國通寶)

동국통보(東國通寶)는 고려 시대 만든 동전의 일종이다. 모양은 둥글고, 가운데 정사각형의 구멍이 뚫렸으며 좌우·상하에 ‘東國通寶’라는 글자가 쓰여 있다. 발행 연대는 미상이나, 해동통보와 같이 숙종 때의 것으로 추측된다.

### 삼한통보
삼한통보(三韓通寶)는 고려 때 사용한 화폐이다. 1097년(숙종 2년)에는 주전관(鑄錢官)을 두고 4년 후에 주전도감(鑄錢都監)을 설치하였다. 모양은 둥글고 가운데 정사각형의 구멍이 있으며, 상하·좌우로 삼한통보(三韓通寶)라는 글자가 있다.

### 해동통보
해동통보(海東通寶)는 1102년(숙종 7)에 만든 동전(銅錢)으로 한국에서 처음 사용한 엽전(葉錢)이다. 송나라와 요나라가 전폐(錢幣)를 사용하는 것을 모방하여 1만 5천 관(貫)을 만들어 재상·문무 양반·군인에게 나누어주고 그 유통(流通)을 장려하기 위하여 개경의 거리에 술집과 점포를 열어 사용하게 하였다.

### 은병
은병(銀甁)은 고려의 은화(銀貨)이다. 1101년(숙종 6) 처음으로 발행하여 전화(錢貨)와 함께 통용케 했다. 은병은 상업과 무역이 활발해짐에 따라 주조된 것으로 은(銀) 1근(斤)으로 본국의 지형(地形)을 본떠서 병(甁)을 만들어 이를 화폐로 사용했기 때문에 생긴 이름이다. 입이 넓은 데서 활구(闊口)라고도 하였는데, 이는 미(米 : 쌀) 15, 16석(石) 내지 50석, 포 100여 필에 이르는 높은 가격이었다. 따라서 백성들보다는 권세가들이 애호하던 화폐였다.
조선 태종 8년(1408년)에 유통이 금지되었다.

## 주전도감
주전도감(鑄錢都監)은 고려 시대에 돈을 만들기 위해 새로 세운 관청이다. 대각국사 의천(義天)이 주전의 필요성을 주장하여 1101년(숙종 6년)에 설치하였다. 이미 1097년에 의천의 건의를 받아 주전관을 두고 돈을 만드는 일을 연구하게 하였는데, 주전도감이 설치됨으로써 본격적으로 돈을 만들게 되었다. 1102년(숙종 7년)부터 돈을 만들기 시작하여 처음으로 해동통보를 만들어내고, 이어 해동중보·삼한통보·삼한중보·동국통보·동국중보 및 은병을 만들었다. 오늘날 한국조폐공사에 해당하는 곳이다.

## 같이 보기
- 화폐